# Act sexual

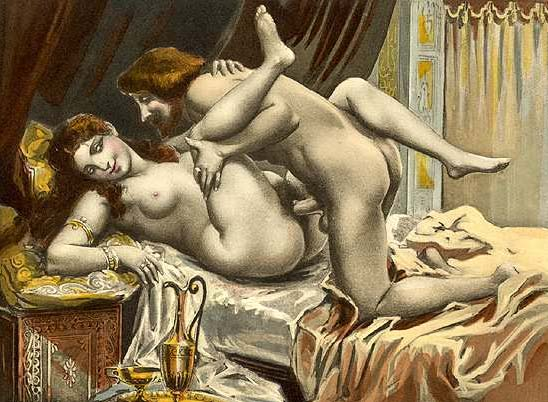
Act sexual vaginal reprezentat de Édouard-Henri Avril, 1892

Actul sexual este o activitate sexuală care implică, de obicei, introducerea și impunerea penisului masculin în interiorul vaginului feminin pentru plăcere sexuală, reproducere sau ambele. Acesta este cunoscut și sub numele de act sexual vaginal sau sex vaginal. Penetrarea sexuală a fost cunoscută de oameni încă din zorii timpurilor, și reprezintă o formă instinctivă și psihologică de comportament sexual. Alte forme de relații sexuale cu penetrare includ sexul anal (penetrarea anusului de către penis), sexul oral (penetrarea gurii de către penis sau penetrarea orală a organului genital feminin), și penetrarea sexuală cu degetele sau prin utilizarea unei jucării sexuale. Aceste activități implică intimitate fizică între două sau mai multe persoane, și sunt, de obicei, practicate pentru plăcere fizică sau emoțională. Ele pot contribui la dezvoltarea legăturilor umane.
Există opinii diferite cu privire la ceea ce constituie actul sexual sau altă activitate sexuală, ceea ce poate avea un impact asupra opiniilor cu privire la sănătatea sexuală. Deși actul sexual, în special termenul coit (în latină coitio), denotă, în general, penetrarea vaginală și posibilitatea de a crea urmași, acesta denotă, de asemenea, în mod obișnuit, sexul oral penetrant și sexul anal. Sexul nepenetrativ poate fi, de asemenea, considerat act sexual. Sexul, adesea o prescurtare pentru actul sexual, poate însemna orice formă de activitate sexuală. Deoarece persoanele pot fi expuse riscului de a contracta infecții cu transmitere sexuală în timpul acestor activități, practicile sexuale sigure sunt recomandate de profesioniștii din domeniul sănătății pentru a reduce riscul de transmitere.
Diverse jurisdicții impun restricții asupra anumitor acte sexuale, cum ar fi adulterul, incestul, activitatea sexuală cu minori, prostituția, violul, zoofilia, sodomia, sexul premarital și sexul extramarital. Convingerile religioase joacă, de asemenea, un rol important în deciziile personale privind relațiile sexuale sau alte activități sexuale, cum ar fi deciziile privind virginitatea, sau aspectele juridice și de politică publică. 
Raportul sexual reproductiv între animale se mai numește copulație, sperma putând fi introdusă în tractul reproducător al femelei în moduri non-vaginale, cum ar fi copulația cloacală. Pentru majoritatea mamiferelor non-umane, împerecherea și copulația au loc în momentul estrului (cea mai fertilă perioadă de timp din ciclul reproductiv al femelei), ceea ce crește șansele de reușită a fecundării. Cu toate acestea, se știe că bonobo, delfinii și cimpanzeii întrețin relații sexuale indiferent dacă femela este sau nu în estru, inclusiv cu parteneri de același sex. La fel ca oamenii care întrețin activități sexuale în primul rând din plăcere, se presupune că acest comportament la animalele menționate este, de asemenea, din plăcere, și contribuie la consolidarea legăturilor lor sociale.

## Comportament

### Stimulare
Raportul sexual sau alte activități sexuale pot cuprinde diverși factori de stimulare sexuală (stimulare fiziologică sau psihologică), inclusiv diferite poziții sexuale (cum ar fi poziția misionarului, cea mai comună poziție sexuală umană) sau utilizarea jucăriilor sexuale. Preludiul poate preceda unele activități sexuale, ducând adesea la excitarea sexuală a partenerilor; la erecția penisului sau la lubrifierea naturală a vaginului. De asemenea, este comun ca oamenii să fie la fel de satisfăcuți sexual fiind sărutați, atinși erotic sau ținuți în brațe precum sunt în timpul actului sexual.
În timpul actului sexual, partenerii își orientează șoldurile pentru a permite penisului să se miște înainte și înapoi în vagin, pentru a provoca fricțiune, de obicei fără a scoate complet penisul. În acest fel, ei se stimulează pe ei înșiși și unul pe celălalt, continuând adesea până la atingerea orgasmului la unul sau ambii parteneri.
Pentru femei, stimularea clitorisului joacă un rol semnificativ în activitatea sexuală; 70-80% dintre femei au nevoie de stimularea directă a clitorisului pentru a atinge orgasmul, deși stimularea indirectă a clitorisului (de exemplu, prin raporturi sexuale vaginale) poate fi, de asemenea, suficientă. Din acest motiv, unele cupluri se pot angaja în poziția femeii deasupra sau în tehnica de aliniere coitală, care combină varianta „riding high” a poziției misionarului cu mișcări de presiune-contrapresiune efectuate de fiecare partener în ritm cu penetrarea sexuală, pentru a maximiza stimularea clitorisului.
Sexul oral constă în toate activitățile sexuale care implică utilizarea gurii și a gâtului pentru a stimula organele genitale sau anusul. Uneori este practicat excluzând toate celelalte forme de activitate sexuală, și poate include ingerarea spermei (în timpul felației) sau a lichidelor vaginale (în timpul cunnilingusului).
Sexul anal implică stimularea anusului, a cavității anale, a sfincterului sau a rectului; cel mai frecvent înseamnă introducerea penisului unui bărbat în rectul altei persoane, dar poate însemna și utilizarea jucăriilor sexuale sau a degetelor pentru a penetra anusul, sau sexul oral asupra anusului (anilingus), sau pegging.
Fingering-ul presupune manipularea digitală a clitorisului, a restului vulvei, a vaginului sau a anusului în scopul excitației sexuale și al stimulării sexuale; poate constitui întreaga întâlnire sexuală sau poate face parte din masturbarea reciprocă, din preludiu sau din alte activități sexuale.

### Reproducere
Reproducerea umană naturală implică penetrarea vaginală cu penisul, în timpul căreia sperma, care conține gameți masculini cunoscuți sub numele de spermatozoizi, este ejaculată prin penis în vagin. Spermatozoizii trec prin bolta vaginală, cervix și în uter, apoi în trompele uterine. Milioane de spermatozoizi sunt ejaculați pentru a crește șansele de fertilizare, dar numai unul este suficient pentru a fertiliza un ovul. Atunci când un ovul fertil de la femeie este prezent în trompele uterine, gameta masculină fertilizează ovulul, formând un nou embrion. Sarcina începe după ce ovulul fertilizat este implantat în mucoasa uterului (endometrul).

## Efecte asupra sănătății

### Beneficii

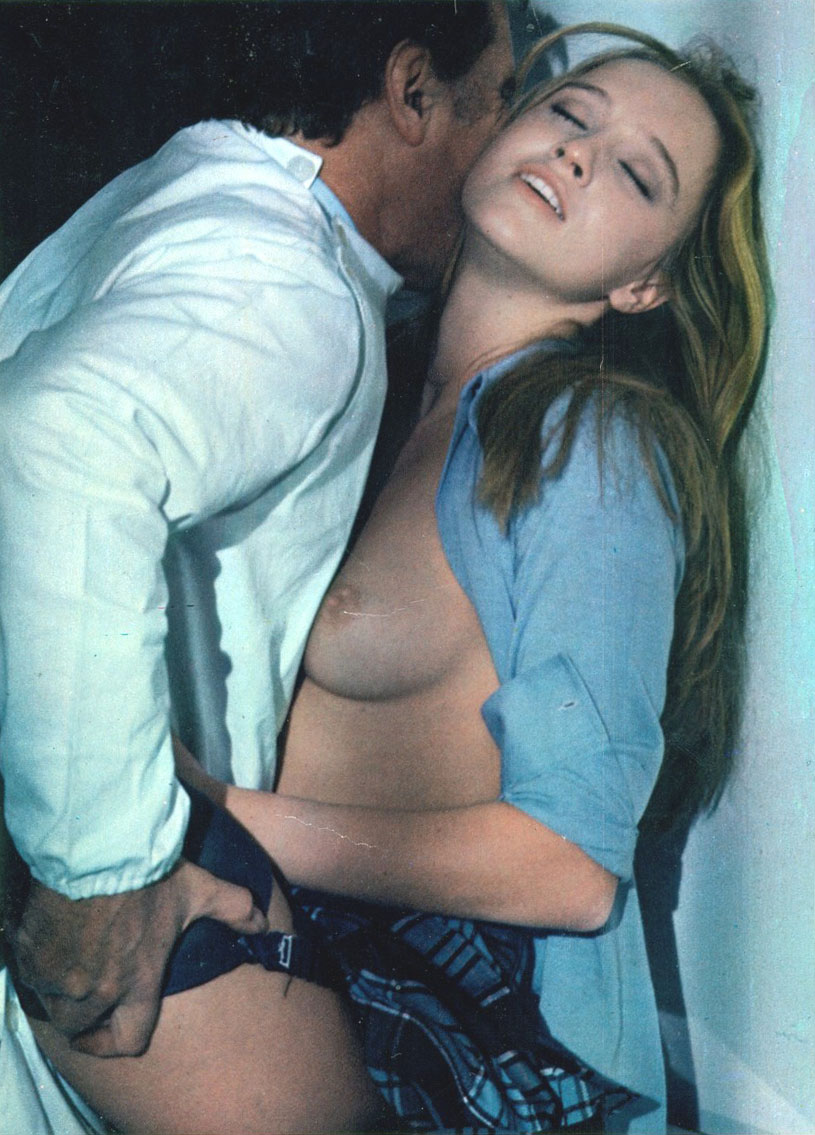
Preludiul ca parte a actului sexual

La om, relațiile sexuale și activitatea sexuală au fost raportate ca având beneficii variate pentru sănătate, cum ar fi creșterea imunității prin creșterea producției de anticorpi de către organism, scăderea tensiunii arteriale și scăderea riscului de cancer de prostată. Intimitatea sexuală și orgasmele cresc nivelul hormonului oxitocină (cunoscut și sub numele de „hormonul iubirii”), care poate ajuta oamenii să creeze legături și încredere.  Se crede că oxitocina are un impact mai semnificativ asupra femeilor decât asupra bărbaților, acesta putând fi motivul pentru care femeile asociază atracția sexuală cu romantismul și dragostea mai mult decât o fac bărbații. Un studiu pe termen lung efectuat de neuropsihologul David Weeks pe 3500 de persoane cu vârste cuprinse între 18 și 102 ani a indicat că, pe baza evaluărilor imparțiale ale fotografiilor subiecților, sexul în mod regulat este asociat cu faptul că persoanele par semnificativ mai tinere. Totuși, acest lucru nu implică o cauzalitate.
Actul sexual vaginal practicat pentru prima dată crește activitatea imunitară vaginală.

### Riscuri
Infecțiile cu transmitere sexuală (ITS) sunt bacterii, viruși sau paraziți care se răspândesc prin contact sexual, în special prin relații sexuale vaginale, anale sau orale, sau prin sex neprotejat. Sexul oral este mai puțin riscant decât relațiile sexuale vaginale sau anale. De multe ori, ITS nu provoacă inițial simptome, ceea ce crește riscul de a transmite infecția partenerului sexual sau altor persoane fără să știe.
Există 19 milioane de cazuri noi de infecții cu transmitere sexuală în fiecare an în Statele Unite. În 2005, Organizația Mondială a Sănătății (OMS) a estimat că 448 de milioane de persoane cu vârste cuprinse între 15 și 49 de ani erau infectate anual cu ITS vindecabile (cum ar fi sifilisul, gonoreea și chlamydia). Unele ITS pot provoca un ulcer genital; chiar dacă acest lucru nu se întâmplă, ele cresc riscul de a dobândi și de a transmite HIV de până la zece ori. Hepatita B poate fi, de asemenea, transmisă prin contact sexual. La nivel mondial, există aproximativ 257 de milioane de purtători cronici de hepatită B. HIV este unul dintre principalii ucigași infecțioși din lume; în 2010, se estima că aproximativ 30 de milioane de oameni au murit din cauza sa de la începutul epidemiei. Din cele 2,7 milioane de noi infecții cu HIV estimate să apară la nivel mondial în 2010, 1,9 milioane (70%) au fost în Africa. Organizația Mondială a Sănătății a declarat, de asemenea, că „cei aproximativ 1,2 milioane de africani care au murit de boli legate de HIV în 2010 au reprezentat 69% din totalul global de 1,8 milioane de decese atribuibile epidemiei”. Aceasta este depistată prin analize de sânge, și, deși nu a fost găsit un tratament, poate fi controlată prin medicamente, iar pacienții se pot bucura de o viață sănătoasă și productivă.
Activitatea sexuală poate provoca în mod direct decesul, în special din cauza complicațiilor circulației coronariene. Fenomenul se numește moarte coitală sau moarte coronariană coitală. Cu toate acestea, decesele coitale sunt extrem de rare. Oamenii, în special cei care fac puțin sau deloc exercițiu fizic, au un risc ușor crescut de a declanșa un atac de cord sau un stop cardiac atunci când întrețin relații sexuale sau orice exercițiu fizic viguros care este practicat sporadic. Exercițiile fizice regulate reduc, dar nu elimină, riscul crescut.

## Efecte sociale

### Adulți
Relațiile sexuale pot avea scop reproductiv, relațional sau recreativ. Deseori, ele joacă un rol important în legătura umană. În multe societăți, este normal ca un cuplu să aibă relații sexuale în timp ce folosește o metodă de contracepție, împărtășind plăcerea și consolidându-și legătura emoțională prin activitatea sexuală chiar dacă evită în mod deliberat sarcina.
La oameni și la bonobo, ovulația femelei este relativ discretă, astfel încât partenerii de sex masculin și feminin nu știu dacă femela este fertilă într-un anumit moment. Un posibil motiv pentru această caracteristică biologică distinctă poate fi formarea unor legături emoționale puternice între partenerii sexuali, importante pentru interacțiunile sociale, și, în cazul oamenilor, pentru parteneriatul pe termen lung, mai degrabă decât pentru reproducerea sexuală imediată.
Insatisfacția sexuală cauzată de lipsa actului sexual este asociată cu un risc crescut de divorț și de dizolvare a relației, în special în cazul bărbaților. În cazul femeilor, există adesea o nemulțumire cu privire la lipsa spontaneității sexuale a soților lor. Unele femei afirmă că experiențele lor sexuale cele mai satisfăcătoare presupun să fie conectate cu partenerul, mai degrabă decât să-și bazeze satisfacția exclusiv pe orgasm.
Cercetările indică, în plus, că persoanele necăsătorite care coabitează întrețin relații sexuale mai des decât cuplurile căsătorite, și sunt mai predispuse să participe la activități sexuale în afara relațiilor lor sexuale; acest lucru se poate datora efectului „lunii de miere” (noutatea relațiilor sexuale cu partenerul), deoarece relațiile sexuale sunt de obicei practicate mai puțin cu cât un cuplu este căsătorit mai mult timp, cuplurile întreținând relații sexuale sau alte activități sexuale o dată sau de două ori pe săptămână, sau de aproximativ șase până la șapte ori pe lună. Sexualitatea la vârste înaintate afectează, de asemenea, frecvența actului sexual, deoarece persoanele în vârstă practică, în general, actul sexual mai rar decât persoanele tinere.

### Adolescenți
Adolescenții folosesc de obicei relațiile sexuale în scopuri relaționale și recreative, ceea ce poate avea un impact negativ sau pozitiv asupra vieții lor. De exemplu, în timp ce sarcina la adolescente poate fi binevenită în unele culturi, aceasta este, de asemenea, denigrată, iar cercetările sugerează că apariția mai timpurie a pubertății pune presiune asupra copiilor și adolescenților pentru a se comporta ca niște adulți înainte de a fi pregătiți din punct de vedere emoțional sau cognitiv. Unele studii au concluzionat că implicarea în relații sexuale lasă adolescenții, în special fetele, cu niveluri mai ridicate de stres și depresie, și că acestea sunt mai predispuse să se implice în riscuri sexuale (cum ar fi actele sexuale fără utilizarea unui prezervativ), dar este posibil să fie necesare cercetări suplimentare în aceste domenii. În unele țări, cum ar fi Statele Unite, sunt disponibile programe de educație sexuală bazate exclusiv pe abstinență; aceste programe sunt controversate, deoarece există dezbateri cu privire la faptul dacă învățarea copiilor și adolescenților cu privire la actul sexual sau la alte activități sexuale ar trebui lăsată doar în seama părinților sau a altor îngrijitori.
Studiile sugerează că băieții care nu sunt virgini au o stimă de sine mai mare decât băieții virgini, și că fetele care au o stimă de sine scăzută sunt mai predispuse la comportamente riscante, cum ar fi sexul neprotejat și partenerii sexuali multipli.

## Alte animale

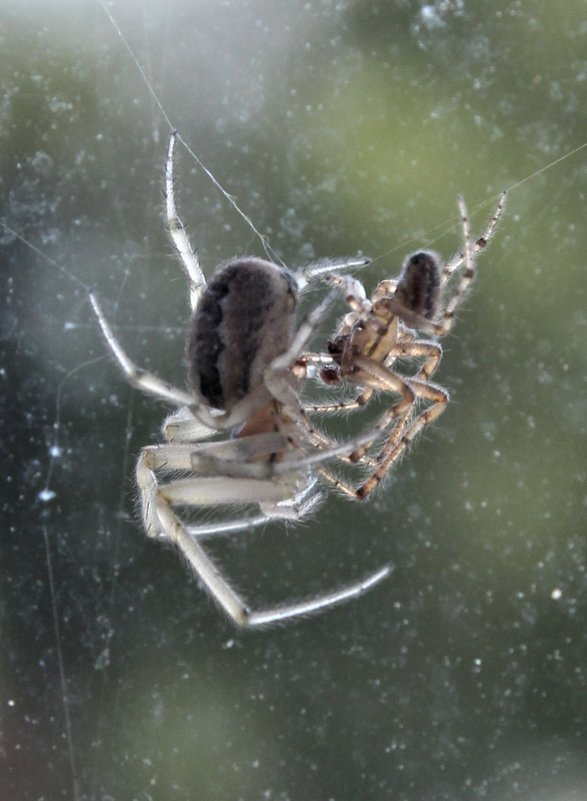
Păianjeni împerechindu-se

În zoologie, copulația desemnează adesea procesul prin care un mascul introduce sperma în corpul femelei, în special direct în tractul reproducător al acesteia. Păianjenii au două sexe separate, masculin și feminin. Înainte de împerechere și copulație, păianjenul mascul țese o pânză mică și ejaculează pe ea. El stochează apoi sperma în rezervoarele de pe pedipalpul său, de unde transferă sperma la organele genitale ale femelei. Femelele pot stoca sperma pe termen nedefinit. În cazul insectelor primitive, masculul depune spermatozoizi pe un substrat, uneori depozitați într-o structură specială; curtarea implică incitarea femelei să preia pachetul de spermatozoizi în orificiul genital, dar nu există copulație propriu-zisă.
Multe animale care trăiesc în apă utilizează fertilizarea externă, în timp ce fertilizarea internă s-ar fi putut dezvolta din nevoia de a menține gameții într-un mediu lichid în epoca Ordovicianului târziu. Fertilizarea internă la multe vertebrate (cum ar fi reptilele, unii pești și majoritatea păsărilor) are loc prin copulație cloacală, în timp ce mamiferele copulează vaginal, și multe vertebrate primitive se reproduc sexual cu fertilizare externă.